# Stéphanie Villedrouin
Stéphanie Balmir Villedrouin (phát âm tiếng Pháp: [stefani balmiʁ vildʁwɛ̃]; sinh ngày 29 tháng 3 năm 1982) là cựu bộ trưởng du lịch của chính phủ Haiti.

## Tuổi thơ
Villedrouin xuất thân từ một gia đình Haiti nổi tiếng; đứa con thứ bảy của Alix Balmir, một nhà ngoại giao, và vợ của ông, Gladys Dubousquet, một người gốc ở thành phố Gonaïves, Haiti; cả hai bố mẹ cô đều là những người da sáng. Cô được sinh ra ở nước ngoài tại Caracas trong khi cha cô đang phục vụ trong quan hệ ngoại giao với tư cách là Đại sứ Haiti ở Venezuela. Hai tháng sau, cha cô được chỉ định vào Đại sứ quán Haiti ở Colombia, trong đó Villedrouin trải qua thời thơ ấu. Sau sự sụp đổ của chế độ Jean-Claude Duvalier, năm 1986, cả gia đình trở về Haiti và thành lập các nhà hàng và khách sạn.
Villedrouin lên bốn tuổi khi gia đình cô trở lại Haiti, nơi cô hoàn thành việc học ở Port-au-Prince. Sau đó, cô học ngành quản trị khách sạn và du lịch tại Pontificia Đại học Católica Madre y Maestra, tại Santiago, Cộng hòa Dominica; cô quản lý một khách sạn ở Kenscoff, một ngôi làng miền núi nằm cách Port-au-Prince 10 km về phía đông nam. Cô thông thạo tiếng Pháp và tiếng Haiti Creole, cũng như tiếng Tây Ban Nha và tiếng Anh.

## Bộ trưởng bộ du lịch
Cô là từ ngày 20 tháng 10 năm 2011, Bộ trưởng Bộ Du lịch Haiti. Vào ngày 2 tháng 4 năm 2014, trong một cuộc cải cách của Tổng thống trước Hội đồng Bộ trưởng, trong đó chỉ còn 7 trong số 24 bộ trưởng còn lại, bà được tái xác nhận là Bộ trưởng Bộ Du lịch và Công nghiệp Sáng tạo.
Trong nhiệm kỳ làm bộ trưởng, Haiti đã khánh thành Văn phòng xúc tiến du lịch đầu tiên.

## Cuộc sống cá nhân
Năm 2003, cô kết hôn với Marcel Bernard Villedrouin và họ có với nhau ba người con.